# Манило, Иван Иванович
Иван Иванович Манило (род. 28 мая 1947, Шендеровка, Киевская область) — доктор технических наук (2005), профессор, Заслуженный изобретатель Российской Федерации (1995), Заслуженный рационализатор РСФСР (1987). Президент Курганского научного центра международной академии наук экологии и безопасности жизнедеятельности.

## Биография
Иван Иванович Манило родился 28 мая 1947 года в селе Шендеровка Шендеровского сельсовета (укр. Шендерівська сільська рада (Корсунь-Шевченківський район)) Корсунь-Шевченковского района Киевской области Украинской ССР, ныне село входит в Стеблёвскую поселковую общину (укр. Стеблівська селищна громада) Звенигородского района Черкасской области Украины.
С серебряной медалью окончил в 1965 году среднюю трудовую политехническую школу. В 1970 году Иван Манило окончил Харьковский институт радиоэлектроники (специальность «Инженер электронной техники»), затем в 1978 году — высшие государственные курсы по патентоведению.
В 1973 году вступил в КПСС.
В 1971—1982 годах Иван Иванович работал в производственном объединении «Курганприбор», где прошёл путь от инженера до начальника конструкторского отдела. В 1982—1995 годах работал заместителем начальника технического отдела, был начальником отдела разработки системы автоматизированного проектирования (САПР). И. И. Манило — главный конструктор САПР — начальник комплексного отдела автоматизации проектных работ ГПИ «Гипроавтоагрегат». Иван Иванович — директор, главный научный сотрудник Курганского информационно-аналитического центра по проблеме безопасного хранения и уничтожения химического оружия.
Доктор технических наук, 2005 год.
С 1996 года — президент Курганского научного центра международной академии наук экологии и безопасности жизнедеятельности (КНЦ МАНЭБ).
Президент Курганского регионального отделения Российского Зелёного Креста.
С сентября 2009 года работает в Курганской государственной сельскохозяйственной академии имени Т. С. Мальцева заведующим кафедрой «Пожарная и производственная безопасность».
Автор более 600 научных работ, среди которых 44 книги и брошюры, 51 изобретения, подал более 200 рационализаторских предложений.

## Награды и звания
- Заслуженный изобретатель Российской Федерации, 1995 год
- Заслуженный рационализатор РСФСР, 1982 или 1987 год
- Медаль «За содружество в области химического разоружения»
- Нагрудный знак «Изобретатель СССР»
- Победитель социалистического соревнования
- Почётный гражданин села Шендеровка, 2008 год
- Лауреат премии Губернатора Курганской области в сфере науки и техники, 1998 год; за книгу «Задача оптимального управления технологической системой объекта уничтожения химического оружия: сообщения по прикладной математике»
- Победитель областных конкурсов «Изобретатель Зауралья», трижды: 2002 год, 2003 год, 2004 год.
- Знак «Отличник изобретательства и рационализации Всесоюзного общества изобретателей и рационализаторов», дваждды: 1977 год, 1978 год
- Почётный член Всероссийского общества изобретателей и рационализаторов, 1999 год
- медали, нагрудные знаки, почётные грамоты; всего имеет более 70 наград[2].

## Семья
- Отец Иван Петрович, участник Великой Отечественной войны.
- Жена Елена Ивановна, сын Игорь, дочь Ольга.